# Центуріон (фільм)
«Центуріо́н» (англ. Centurion) — художній фільм Ніла Маршалла в жанрі історичного трилера про легендарний IX Іспанський легіон, який вирушив на північ, щоб знищити піктів і їхнього вождя. Головні ролі у фільмі виконують Майкл Фассбендер, Ольга Куриленко та Домінік Вест.

## Сюжет
Події фільму розгортаються у 117 році нашої ери. Головний герой фільму Центуріон — Квінт Дій — людина, котрій вдалося вижити після нападу піктів на прикордонний римський форт. Тоді він вирушає з легендарним Дев'ятим легіоном на північ, аби знищити піктів разом з їхнім ватажком, Горлаконом.

## Творці
- Режисер — Ніл Маршалл
- Сценарист — Ніл Маршалл
- Продюсери — Крістіан Колсон, Роберт Джонс, Айвана Маккінен, Дайєрмед Маккеун, Енді Стеббінг
- Композитор — Ілан Ішкері
- Оператор-постановник — Сем Маккарді
- Художник-постановник — Саймон Боулс
- Кастинг-директор — Деббі Мак-Вільямс
- Художні директори — Джейсон Нокс-Джонстон, Енді Томсон
- Оператор — Родріго Гутьєрес
- Дизайнер костюмів — Кіт Медден

## Ролі та виконавці
- Квінт Дій — Майкл Фассбендер
- Тит Флавій Веспасіан — Домінік Вест
- Етейн — Ольга Куриленко
- Макрос — Ноель Кларк
- «Брік» — Ліам Каннінгем
- Ботос — Девід Морріссі
- Такс — Джей Джей Філд
- Ерен — Аксель Керолін
- Вортікс — Дейв Леджено
- Горлакон — Ульріх Томсен
- Еріен — Імоджен Путс
- Друзилла — Рейчел Стірлінг
- Тарак — Різ Ахмед

## Виробництво
Теглайни фільму:
- «Борись або помри».
- «Історія пишеться кров'ю».[2]

### Сценарій
Сценарій фільму написав режисер Ніл Маршал під робочою назвою «Дев'ятий легіон» (англ. Ninth Legion). За історичними даними, IX Іспанський легіон, до якого входило більше 4 000 осіб, вирушив з Валу Адріана в Шотландію і зник. Історики висувають різні версії щодо долі легіону. Дехто вважає, що легіон був розформований, інші припускають, що їх згодом розбили в Німеччині. З приводу використання легенди як основи фільму Маршалл сказав: «Скоріш за все, фільм не буде історично точним. Я взяв цю легенду і досліджую… це — трилер.»
В оригінальному сценарії Етейн (виконує Ольга Куриленко) була зведеною сестрою Аріани (грає Імоджен Путс), і саме вона спотворила обличчя Аріани шрамами. Після битви у форті Етейн втекла, і коли Квінт повернувся, щоб знайти Аріану, між ними відбувається жорстока боротьба, в якій вигнанка Аріана вбиває Етейн. Таку розв'язку сюжетної лінії видалили до початку знімання і замінили на романтичний відкритий фінал.

### Знімання
Фільмування розпочалось наприкінці лютого 2009 року. Серед місць, де проходило знімання, є шотландські Баденох, Срафспі і Glenfeshie Estate в Кейнгромс. Знімання також проходило в Лондоні, на Ealing Studios, і в околицях Суррея,, таких як ліс Еліс-Холт. На зніманні в Баденоху і Страфспі римських солдатів і піктів зображали групи, що займаються історичними реконструкціями.
Ніл Маршалл зняв фільм у таких жорстких умовах, що деякі актори отримали проблеми зі здоров'ям. Як писала газета Independent, Ноель Кларк приходив до тями від обмороження, Джей Джей Філд кинув курити через переохолодження, а Майкл Фассбендер виживав без сорочки під час бігу при мінусових температурах, щоб стати наступним Деніелом Крейгом.
Ніл Маршалл і оператор Сем Маккарді близько двох років обговорювали лише зовнішній вигляд фільму, перш ніж розпочати знімання. Одна річ, в якій вони були непохитними обидва, в тому, що він повинен бути знятий на одному місці й без використання технології зеленого екрана.
Пікти у фільмі розмовляють шотландською гельською. Насправді немає письмових згадок про мову піктів, але історики вважають, що найближчою сучасною мовою до неї є валлійська. Однак, режисер Ніл Маршалл думав, що глядачі будуть збиті з пантелику плем'ям у Шотландії, яке говорить валлійською.
Пікти, як правило, не носили ніякого одягу. Однак, бачачи, як фільм знімається в Шотландії, в розпал зими, виробники вирішили, що актори повинні щось одягти. Температура часто опускалася нижче 0 градусів за Цельсієм у горах Інвернесса. І, дійсно, температура була -5 градусів за Цельсієм з завірюхою у перший день знімання.
Для Ольги Куриленко це перший досвід їзди на коні, тому вона повинна була швидко її освоїти.

### Неточності
Німецькі археологи знайшли докази перебування IX легіону на березі річки Рейн, аналіз вуглецю показав, що він там був після подій, які мали місце в фільмі. Тому гіпотетично легіонери замість того, щоб бути знищеними в Шотландії, після боїв з піктами просто були перекинуті керівництвом на територію сучасної Німеччини.

## Сприйняття
Оцінка на сайті IMDb — 6,4/10.

### Номінації
Фільм отримав одну номінацію:
- Академія наукової фантастики, фентезі та фільмів жахів (США, 2011) — Saturn Award — Найкращий міжнародний фільм